# ديان (فلم)
ديان هو آخر أفلام لانا تيرنر مع شركة إم جي إم عام 1956. قامت فيه تيرنر بدور ديان عشيقة الأمير هنري ولي عهد ملك فرنسا والتي وقعت في حبه وهناك صراعات بين فرنسا وإيطاليا من خلال المصاهرة الملكية بينهما للاستيلاء على الحكم. الفيلم تميز بلغة الحوار القوية والموسيقى المبهرة والتمثيل المميز على الرغم من النقد الحاد الذي وجه للفيلم بكثرة أخطائه التاريخية.
تم إنتاج الفيلم عام 1956 وكان إدموند بودوم الممثل البريطاني مرشح لدور الأمير هنري والذي أصبح ملكًا لفرنسا ولكن تم تغييره عن طريق لانا تيرنر بالممثل الإنجليزي الشهير والكبير روجر مور الذي نجح في أداء دوره بشكل مميز وكون تناغمًا مدهشًا مع لانا تيرنر في المشاهد الرومانسية ولا ننسى له الجملة الحوارية الجميلة التي اتسمت بموسيقية الحوار وهي (لقد جعلتينني أميرًا والآن حان الوقت لكي تجعلينني ملكًا).

## لقطة
أجمل ما في الفيلم النهاية حيث قامت زوجة الملك بعد وفاته وهو جثة هامدة فارقت الحياة بنزع الخاتم التي أعطته ديان للملك وأعطته لها لكي يضعنا الفيلم في مشاركة ديان الاستنتاج هل الملك خلعه بمحض إرادته أم هذا من فعل الملكة؟ في ظل الصراع الداخلي الذي انتاب ديان وجعلها تشعر بالمرارة لأن الخاتم فارق يد الحبيب وكأن الحب ينتهي بينهما بوفاة الملك مع موسيقى مؤثرة ورائعة تترجم لنا جمال الفن الهوليودي في الخمسينات وروجر مور نجح في دوره مذكرًا الجمهور بثنائية جيبيل مع لانا تيرنر في الأربعينات.
من هنا يأتي لنا الدليل على حس لانا تيرنر الفني المرهف والرائع في اختيارها لروجر مور لن به روح وصبغة جيبيل في الخمسينات ومن هنا نجد أن لو استمر روجر مور في هوليود لبلغ ما بلغه شين كونري من الشهرة لكنه فضل العودة لبلاده إنجلترا والعمل في سينما إنجلترا والتليفزيون البريطاني من خلال شخصية (سيمون تيمبلر) في مسلسل القديس وهذا المسلسل حرمه من أن يكون هو الأول في تجسيد شخصية جيمس بوند من خلال فيلم (دكتور نو) عام 1962 وقام بأداء دور جيمس بوند عام 1973 بفيلم (عش ودع الآخرين يموتون) وعام 1974 (الرجل ذو المسدس الذهبي) و 1977 (الجاسوس الذي أحبني) و 1979 (سارق القمر) و 1981 (من أجل عينيك) و 1983 (الأخطبوط) و 1985 (مشهد للقتل) وهو الثالث في تجسيد تلك الشخصية بعد شين كونري وجورج لازنبي.

## وصلات خارجية
- مقالات تستعمل روابط فنية بلا صلة مع ويكي بيانات